# Pałac w Siedlcu
Pałac w Siedlcu – zabytkowy pałac w miejscowości Siedlec.

## Historia
Pałac wybudowany w XIX w. Po II wojnie światowej w obiekcie mieściła się szkoła podstawowa (4-klasowa). Zabytek jest częścią zespołu pałacowego, w skład którego wchodzą jeszcze: park, folwark: szachulcowa stodoła, szachulcowy spichrz, stajnia, obora. Aktualnie pałac popada w ruinę.